# IMacros
iMacrosはMozilla Firefox、Google Chrome、Internet ExplorerなどWebブラウザのマクロ拡張機能である。
JavaScriptにより動作し試用機能が同梱されている。iOpusにより2001年に提供された当時は、初めてのブラウザ用マクロ及び定形フォーム入力ソフトウェアであった。
ソーシャルブックマークを共有する方法と類似した手順で、利用者がマクロやスクリプトを共有する「social scripting」機能をFirefoxとChrome用拡張にて提供している。
新しいマクロを作成した後、メールやソーシャルブックマーク、ウェブサイトやブログにリンクを記載し踏むことで共有される。
フリー版は、商用版と同様にネットワーク監視、ウェブスクレイピング、ソフトウェアテスト機能が利用可能である。
キャラクタユーザインタフェースおよびアプリケーションプログラミングインタフェース (API) を用いて、より複雑な作業を自動化し、他のプログラムやスクリプトに統合可能である。